# アレイクス・ビダル
- アレイクス・ビダル
- アレイシ・ビダル
- アレイシュ・ビダル
- アレイチュ・ビダル

アレイクス・ビダル・パレウ（Aleix Vidal Parreu , 1989年8月21日 - ）は、スペイン・カタルーニャ州タラゴナ県バルス出身のサッカー選手。現在は無所属。ポジションはミッドフィールダー、ディフェンダー。
アレイシ・ビダル、アレイシュ・ビダル、アレイチュ・ビダルと表記されることもある。

## 経歴

### クラブ

#### キャリア初期
ビダルは2008年にRCDエスパニョールと契約したがトップチームでは出番がなく、2009年にはギリシャのクラブである パントラキコスへとレンタル移籍する。2009年8月31日にセグンダ・ディビシオン のジムナスティックへと移籍する。しかし、シーズンの大半をファームチームであるポブラ・デ・マフメットCFで過ごす。
2010年の夏にはマジョルカと契約し、セグンダ・ディビシオンBに所属するマジョルカのBチームでプレーした。

#### UDアルメリア
2011年6月半ば、マジョルカBの降格後、同じカテゴリーに属するUDアルメリアのBチームに加入した。2011年8月27日のコルドバ戦でトップチームデビューを果たした。ウィガン・アスレティックFCに移籍したアルベルト・クルサットの移籍に伴うトップチーム昇格で、背番号は8番を与えられた。2年目には37試合（内30試合先発）、2600分近い出場時間で4得点を挙げ、チームのプリメーラ・ディビシオン昇格に貢献した。
2013年9月6日にはアルメリアとの契約期間を2017年にまで更新した。プリメーラデビューは2013年8月19日で、ホームでビジャレアルを相手に迎え先発したが2-3で敗れた。そこから約1か月後のアトレティコ・マドリード戦で一部リーグ初得点を挙げたが、この試合2-4でも敗れている。

#### セビージャFC
2014年6月16日にセビージャFCへ300万ユーロの移籍金で4年契約で移籍した。移籍後公式戦初出場となったのは2014年8月12日にカーディフ・シティ・スタジアムで行われた2014 UEFAスーパーカップでレアル・マドリー戦で、イエローカードを受け、66分にイアゴ・アスパスと交代、試合は0-2で敗れた。初ゴールは11日後のバレンシアとの試合で、先制点を挙げたが試合は1-1で引き分けに終わった。
2015年5月7日の試合ではチームメートであるコケが58分に投入されるまでサイドバックとして出場した。ビダルは2014-15シーズンは監督であるウナイ・エメリによってしばしば右サイドバックで起用されている。UEFAヨーロッパリーグの準決勝、ACFフィオレンティーナ戦ではこのポジションで先発し、2得点を挙げた他、ケヴィン・ガメイロへのアシストをし、3-0の勝利に貢献した。20日後にワルシャワで行われた決勝戦でも同ポジションで先発し、ドニプロを3-2で降したことで、ビダルにとって初のタイトル獲得となった。

#### FCバルセロナ
2014-15シーズン終了後の2015年6月7日、FCバルセロナ加入が決定した。ただし、バルセロナが補強禁止処分を受けていた為、2016年1月6日のコパ・デル・レイ・RCDエスパニョール戦まで出場出来なかった。
2016-17シーズン、前半戦は出場機会を得られず退団も噂されたが、2017年1月14日のラス・パルマス戦にてバルセロナでの公式戦初ゴールを記録した。2017年2月11日、デポルティーボ・アラベス戦でテオ・エルナンデスから激しいタックルを受けて右足首の脱臼と診断され、全治5ヶ月の離脱となった。しかし、診断より3ヶ月半早い5月24日には全体練習復帰、28日にコパ・デル・レイ決勝のセビージャ戦に途中出場して実戦復帰を果たした。

#### セビージャFC
8月4日、古巣のセビージャFCに移籍する事が発表された。

#### デポルティーボ・アラベス
2019年7月28日、デポルティーボ・アラベスにローン移籍で加入した。

#### RCDエスパニョール
2021年8月18日、RCDエスパニョールと2年契約を結んだ。
2023年6月31日、契約満了により、RCDエスパニョールを退団する事が発表された。

### 代表
カタルーニャ代表としては2013年12月30日に行われたカーボベルデ代表戦でデビューをした。
2015年5月、同年6月に行われるスペイン代表メンバーに初選出。

## 個人成績
2017-18シーズン終了時現在
| クラブ             | シーズン | リーグ         | リーグ | リーグ | カップ | カップ | その他 | その他 | 合計 | 合計   |
| クラブ             | シーズン | ディビジョン   | 出場   | ゴール | 出場   | ゴール | 出場   | ゴール | 出場 | ゴール |
| ------------------ | -------- | -------------- | ------ | ------ | ------ | ------ | ------ | ------ | ---- | ------ |
| レウス             | 2006-07  | テルセーラ     | 1      | 0      | —      | —      | —      | —      | 1    | 0      |
| エスパニョールB    | 2008-09  | テルセーラ     | 2      | 0      | —      | —      | —      | —      | 2    | 0      |
| パントラキコス     | 2008-09  | スーパーリーグ | 8      | 0      | —      | —      | —      | —      | 8    | 0      |
| ポブラ・マフメット | 2009–10  | テルセーラ     | 31     | 7      | —      | —      | —      | —      | 31   | 7      |
| ジムナスティック   | 2009–10  | セグンダ       | 1      | 0      | 0      | 0      | —      | —      | 1    | 0      |
| マジョルカB        | 2010–11  | セグンダB      | 35     | 6      | —      | —      | —      | —      | 35   | 6      |
| UDアルメリアB      | 2011–12  | セグンダB      | 1      | 2      | —      | —      | —      | —      | 1    | 2      |
| UDアルメリア       | 2011–12  | セグンダ       | 41     | 5      | 2      | 0      | —      | —      | 43   | 5      |
| UDアルメリア       | 2012–13  | セグンダ       | 37     | 4      | 4      | 1      | 4      | 2      | 45   | 7      |
| UDアルメリア       | 2013–14  | プリメーラ     | 38     | 6      | 4      | 1      | —      | —      | 42   | 7      |
| UDアルメリア       | 合計     | 合計           | 116    | 15     | 10     | 2      | 4      | 2      | 130  | 19     |
| セビージャ         | 2014–15  | プリメーラ     | 31     | 4      | 4      | 0      | 12     | 2      | 47   | 6      |
| FCバルセロナ       | 2015-16  | プリメーラ     | 9      | 0      | 5      | 0      | —      | —      | 14   | 0      |
| FCバルセロナ       | 2016-17  | プリメーラ     | 6      | 2      | 4      | 0      | 2      | 0      | 12   | 2      |
| FCバルセロナ       | 2017-18  | プリメーラ     | 15     | 1      | 5      | 1      | 5      | 0      | 25   | 2      |
| 通算               | 通算     | 通算           | 183    | 25     | 14     | 256    | 23     | 4      | 306  | 44     |

1. ↑  昇格プレイオフに出場
2. ↑  UEFAヨーロッパリーグ と UEFAスーパーカップに出場

## タイトル

### クラブ
セビージャFC
- UEFAヨーロッパリーグ：1回 (2014-15)

FCバルセロナ
- プリメーラ・ディビシオン：2回 (2015-16, 2017-18)
- コパ・デル・レイ：3回 (2015-16, 2016-17, 2017-18)
- スーペルコパ・デ・エスパーニャ：1回 (2016)